# (350509) Vepřoknedlozelo
(350509) Vepřoknedlozelo, désignation internationale (350509) Veproknedlozelo, est un astéroïde de la ceinture principale.

## Description
(350509) Veproknedlozelo est un astéroïde de la ceinture principale. Il fut découvert le 14 janvier 2000 à l'Observatoire Kleť par Miloš Tichý. Il présente une orbite caractérisée par un demi-grand axe de 2,22 UA, une excentricité de 0,14 et une inclinaison de 6,3° par rapport à l'écliptique.

## Compléments